# Horný Tisovník
Horný Tisovník (ungarisch Felsőtisztás – bis 1907 Felsőtiszovnyik) ist eine Gemeinde in der Mitte der Slowakei mit 189 Einwohnern (Stand 31. Dezember 2024), die im Okres Detva, einem Teil des Banskobystrický kraj, liegt.

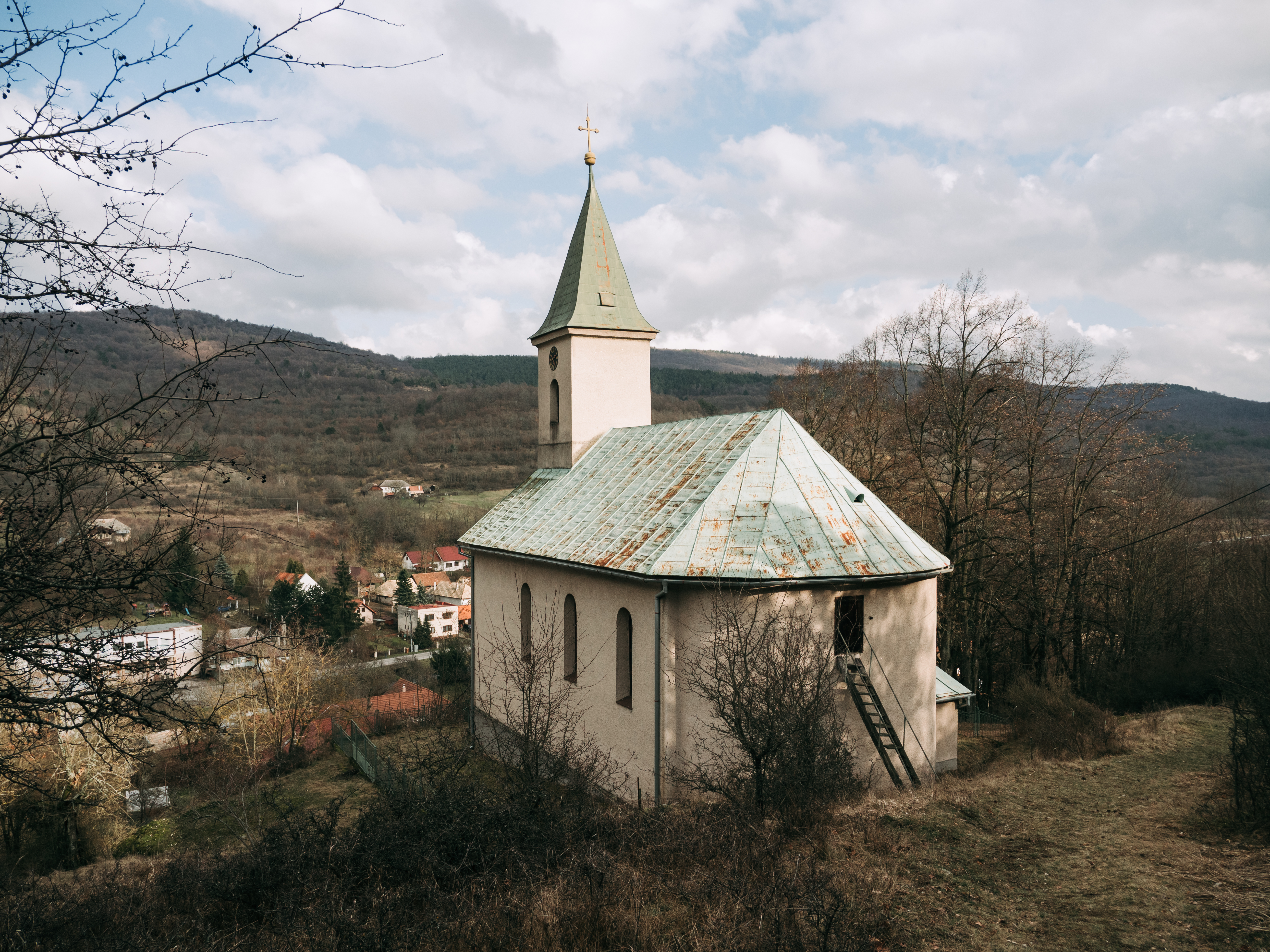
Evangelische Kirche

## Geographie
Die Gemeinde befindet sich zwischen den Gebirgen Javorie und Ostrôžky sowie am Rande der Krupinská planina (Karpfener Hochplateau) im Tal des Flüsschens Tisovník. Das Ortszentrum liegt auf einer Höhe von 442 m n.m. und ist 23 Kilometer von Detva entfernt.
Zur Gemeinde gehört neben dem Hauptort Horný Tisovník auch die Katastralgemeinde Dolný Tisovník (1990 eingemeindet) und Balážova Huta (nach 1882 eingemeindet, keine Katastralgemeinde).
Nachbargemeinden sind Stará Huta im Norden, Ábelová im Osten, Červeňany im Süden und Lešť (Militärgelände) im Westen.

## Geschichte
Der Ort entstand im 15. Jahrhundert als eine Pertinenz im Gut der Burg Divín und wurde zum ersten Mal 1548 schriftlich erwähnt. Die damaligen Gutsherren aus dem Geschlecht Balassa ließen das Dorf zwecks Gewinnung und Verarbeitung von Buchenholz bevölkern. Im 17. Jahrhundert waren die Siedlungen zwischen dem Herrschaftsgebiet der Burg Dívin und jenem der Burg Modrý Kameň geteilt. Zwischen dem 17. und 19. Jahrhundert entstanden insgesamt 18 Weiler/Einzelsiedlungen im heutigen Gemeindegebiet. 1828 zählte man 70 Häuser und 444 Einwohner, die als Fuhrmänner, Landwirte und Getreidehändler beschäftigt waren. Zu dieser Zeit gehörte der Großteil der Landgüter den Großgutfamilien Zichy und Nemeskéri-Kiss.
Bis 1918 gehörte der im Komitat Neograd liegende Ort zum Königreich Ungarn und kam danach zur Tschechoslowakei beziehungsweise heute Slowakei.

## Bevölkerung
| Jahr                | 1994 | 2004     | 2014     | 2024   |
| ------------------- | ---- | -------- | -------- | ------ |
| Anzahl der Personen | 325  | 243      | 200      | 189    |
| Unterschied         |      | −25,23 % | −17,69 % | −5,5 % |

| Jahr                | 2023 | 2024    |
| ------------------- | ---- | ------- |
| Anzahl der Personen | 186  | 189     |
| Unterschied         |      | +1,61 % |

Gemäß der Volkszählung 2011 wohnten in Horný Tisovník 207 Einwohner, davon 154 Slowaken. 53 Einwohner machten keine Angabe zur Ethnie.
290 Einwohner bekannten sich zur römisch-katholischen Kirche, 11 Einwohner zur Evangelischen Kirche A. B., fünf Einwohner zu den Zeugen Jehovas und ein Einwohner zur griechisch-katholischen Kirche. 15 Einwohner waren konfessionslos und bei 12 Einwohnern wurde die Konfession nicht ermittelt.

## Bauwerke
- römisch-katholische Philippuskirche, ursprünglich im gotischen bzw. Renaissance-Stil gestaltet, zwischen 1751 und 1755 umgebaut und barock gestaltet
- evangelische Kirche aus den Jahren 1867–75

## Verkehr
Durch Horný Tisovník verläuft die Straße 2. Ordnung 591 zwischen Vígľaš und Dolná Strehová.